# Hügelsheim
Hügelsheim is een plaats in de Duitse deelstaat Baden-Württemberg, en maakt deel uit van het Landkreis Rastatt.
Hügelsheim telt 5.083 inwoners.
Hügelsheim noemt zichzelf Spargeldorf ("Aspergedorp"). Er is een tweejaarlijks Spargelfest in juni. Het gespleten gemeentewapen toont links het wapen van de Heren van Geroldseck en rechts het attribuut van de heilige Laurentius van Rome, de patroonheilige van Hügelsheim. Hügelsheim behoorde in de Middeleeuwen tot de heren van Windeck, die het als leen hadden van de heren van Geroldseck.

## Partnersteden
- Cold Lake ( Canada) sinds 1989. Vlak bij Hügelsheim had de Canadese luchtmacht tot 1993 een basis, CFB Baden-Soellingen. Alle Canadese piloten moesten een gedeelte van hun opleiding volgen op de luchtmachtbasis CFB Cold Lake; vandaar ontstond een partnerschap tussen de twee plaatsen.
- Cartoceto ( Italië) sinds 2000.

## Geboren
- Daniel Schlager (1989), voetbalscheidsrechter

Au am Rhein · Bietigheim · Bischweier · Bühl · Bühlertal · Durmersheim · Elchesheim-Illingen · Forbach · Gaggenau · Gernsbach · Hügelsheim · Iffezheim · Kuppenheim · Lichtenau · Loffenau · Muggensturm · Ötigheim · Ottersweier · Rastatt · Rheinmünster · Sinzheim · Steinmauern · Weisenbach